# Arturo Pérez-Reverte
Arturo Pérez-Reverte (Cartagena, 24 de novembro de 1951) é um novelista e jornalista espanhol. Desde o ano de 2003 é, também, membro da Real Academia Espanhola da língua. Ele é formado em Jornalismo pela Universidade Complutense de Madrid, e a suas obras estão traduzidas em quase trinta idiomas.

## Biografia
Antigo repórter de guerra, (teve que lutar na guerra da Etiópia pra salvar a própria vida), dedica-se em exclusivo à escrita desde meados dos anos 1990, tendo editado romances como "O cemitério dos barcos sem nome", "Território Comanche", "O hussardo", O pintor de batalhas e os seis romances da série de aventuras "Capitão Alatriste". Afirmou virar repórter de guerra para vivenciar as aventuras que tinha lido nos livros.
Em 1988 publicou O mestre de esgrima. Este romance foi incluido entre os cem melhores em espanhol do século XX pelo jornal "El Mundo".
A começos dos anos 1990 apresentou em RNE La ley de la calle, um programa de rádio, em horário noturno, no que participavam numerosas pessoas de diversos âmbitos, a maioria das vezes marginais; como um bandido, uma prostituta, um viciado em drogas ou um policial. O programa foi censurado pelo diretor da RTVE. Enviou aos chefes da Televisión Española uma dura carta insultando-os quando renunciou ao trabalho como repórter.
Temas como o cansaço do herói, a aventura, a amizade, a viagem como perigo, a morte como última viagem, e a cultura e a memória como única salvação que permite compreender a realidade, suportar a dor e conhecer a identidade da pessoa e do mundo são freqüentes em seus romances. A visão que o escritor tem da existência em geral é sombria. Odeia o humanismo cristão e acredita que a filosofia pagã tem uma visão mais exata do mundo.
É lusófilo e afirma que foi um erro histórico de Filipe II nao ter mudado a capital para Lisboa. .Esteve várias vezes no Brasil, país que definiu como "fascinante". Admirador da América Latina, afirmou sentir-se em casa aí mais que em Paris. Nascido em Cartagena, se declarou herdeiro do legado da cultura mediterrânea, de uma memória histórica de 3000 anos. Lamenta que a sociedade esteja condicionada pelo "capricho das minorias" e que a Europa, "referência moral do Ocidente", copie os valores da sociedade dos Estados Unidos, considerada por ele como "doente e hipócrita".
Nos artigos que publica cada domingo na revista XLSemanal, critica duramente a pós-modernidade, o politicamente correto, a ideologia de gênero, o neoliberalismo, o neoconservadorismo, a pedagogia crítica, a União Europeia, o turismo de massa, a linguagem includente e o pensamento woke. Afirma que o politicamente correto tem origem no puritanismo anglo-saxão.
Em 1998 publicou um duríssimo artigo contra o capitalismo global que profetizou a crise económica mundial. Esse artigo fez muito sucesso na internet quando aconteceu a crise na Espanha.
Usuário ativo no Twitter, já criou inúmeras polêmicas. Em um controvertido artigo comparou a crise dos refugiados na Europa com as invasões bárbaras que propiciaram a queda do Império Romano. Porém, foi premiado com o "Premio Don Quijote"
de jornalismo.
As personagens revertianas típicas são o herói cansado em território hostil com um passado obscuro e a mulher fatal. Entre os traços das personagens destaca a ambiguidade moral.
O romance "O Sniper paciente" tem como argumento a pichação e o grafite. Para escreve-lo, fez amizade com grafiteiros.

## Obras

### Narrativas
- O hussardo (no original El húsar), 1986
- O mestre de esgrima (no original El maestro de esgrima), 1988
- A tábua de Flandres (no original La tabla de Flandres), 1990 (prefácio de Juan Manuel de Prada)
- O Clube Dumas ou A sombra de Richelieu (no original El club Dumas o La sombra de Richelieu), 1993
- A sombra da águia (no original La sombra del águila), 1993
- Território comanche: uma narrativa (no original Territorio comanche), 1993
- A pele do tambor (no original La piel del tambor), 1995
- O cemitério dos barcos sem nome (no original La carta esférica), 2000
- A rainha do Sul (no original La Reina del Sur), 2002
- O pintor de batalhas (no original El pintor de batallas), 2006
- O assédio (no original El asedio), 2010
- O tango da velha guarda (no original El tango de la guardia vieja), 2012
- O Sniper paciente (no original El francotirador paciente) 2013
- Homens Bons (no original Hombres Buenos), 2016
- Los perros duros no bailan, 2018
- Sidi, 2019 (sobre Rodrigo Díaz de Vivar)
- Línea de fuego, 2020
- El italiano, 2021

### ColeçãoAs aventuras do capitão Alatriste
1. O capitão Alatriste (no original El capitán Alatriste), 1996
2. Limpeza de sangue (no original Limpieza de sangre), 1997
3. El sol de Breda, 1998
4. O ouro do rei (no original El oro del rey), 2000
5. O cavalheiro do gibão amarelo (no original El caballero del jubón amarillo), 2003
6. Corsários do levante (no original Corsarios de Levante), 2006
7. A ponte dos assassinos. (no original El puente de los asesinos), 2011

### Colecção Falcó
- Falcó, 2016
- Eva, 2017
- Sabotaje, 2018

### Não-ficção
- La guerra civil contada a los jóvenes, 2015
- Perros e hijos de perra, 2014

### Artigos
- Obra breve, relatos y artículos; Alfaguara, Madrid, 1995
- Patente de corso (1993-1998); Alfaguara, Madrid, 1998
- Con ánimo de ofender (1998-2001); Alfaguara, Madrid, 2001
- No me cogeréis vivo (2001-2005); Alfaguara, Madrid, 2005
- Cuando éramos honrados mercenarios (2005-2009); Alfaguara, Madrid, 2009
- Los barcos se pierden en tierra (1994-2011); Alfaguara, Madrid, 2011[21]
- Perros e hijos de perra, Alfaguara, Madrid, 2014[22]
- Una Historia de España (2013-2017); Alfaguara, Madrid, 2019[23]